# Libouchec
Libouchec település Csehországban, az Ústí nad Labem-i járásban. Libouchec Jílové, Malšovice, Ústí nad Labem, Velké Chvojno, Petrovice, Tisá, Chuderov, Povrly és Telnice településekkel határos. Lakosainak száma 1897 fő (2024. január 1.).

## Népesség
A település lakosságának változását az alábbi diagram mutatja:
| Lakosok száma | 2226 | 2479 | 2433 | 1755 | 1811 | 1683 | 1809 | 1835 | 1894 | 1897 |
|               | 1869 | 1890 | 1921 | 1950 | 1980 | 2001 | 2017 | 2019 | 2022 | 2024 |